# San Gregorio Magno
San Gregorio Magno är en ort och kommun i provinsen Salerno i regionen Kampanien i Italien. Kommunen hade 4 221 invånare (2017).